# La Epoka
La Epoka (en Ladino, La Época) era un periódico en idioma judeoespañol publicado en Salónica, Imperio Otomano (hoy Grecia) de fines del siglo XIX a principios del siglo XX. Su director jefe era Saadi Levi Ashkenazi. El periódico circuló desde 1875 hasta el año 1912, con artículos relacionados con la vida de la comunidad judía de Salónica, el desarrollo económico del Imperio Otomano y era conocido por su posición crítica frente a la administración del imperio. Originalmente publicado con una frecuencia semanal, al tiempo aumentó su frecuencia a dos veces por semana, luego a tres y finalmente se convirtió en un diario. En la primavera de 1912 cambió su nombre a "Nueva Epoka", siendo editado por J. Aseo.